# 四川科技馆
四川科技馆 （英語：Sichuan Science and Technology Museum）是位于四川省成都市天府广场北侧的一座科技博物馆。前身为1969年建成的毛泽东思想胜利万岁展览馆，2006年11月改建为四川科技馆。

## 历史
1968年，为准备庆祝中华人民共和国成立20周年，四川省革命委员会、成都军区决定在市中心广场修建毛泽东塑像和毛泽东思想胜利万岁展览馆，同时拆除了蜀王府仅存的南城门、明远楼、致公堂等古建筑。1968年12月12日，毛泽东思想胜利万岁展览馆正式开工，1969年10月建成。1979年，更名为四川省展览馆。2004年，四川省委、省政府决定改建为四川科技馆，2005年7月开工，2006年4月建成，同年11月2日正式开馆。2016年6月至2017年11月，进行闭馆改造，耗资1.2亿元。

## 建筑
四川科技馆为5层砖混建筑，占地面积60,000平方米，建筑面积41,800平方米，展区面积25,000平方米。坐北朝南，东西长117.5—132.5米，南北宽107.5米。万岁馆时期，其主体建筑平面呈“中”字型，与前面的毛泽东塑像构成“忠”字；“中”字的一竖原是东方红展厅，已在2006年改建时被拆除。